# Vila de Euracino
Vila de Euracino (em latim: Villa Euracini) era um povoado situado no sítio da contemporânea Póvoa de Varzim, ao norte de Portugal. Seu nome, no latim, corrompeu-se com o tempo para Verazini e depois Varazim. É incerto a origem do nome "Euracino", sendo talvez o nome de um senhor local. Em 1308, o rei Dinis I (r. 1279–1325) concedeu foral à localidade, permitindo a construção de vila a que se chamaria Póvoa de Varzim.